# Commission d'étude du droit de décider
La commission d'étude du droit de décider (en catalan Comissió d'Estudi del Dret a Decidir) est une commission parlementaire de la Xe législature du Parlement de Catalogne. Créée en mai 2013, elle est chargée d'animer les travaux parlementaires sur le processus souverainiste engagé par la majorité nationaliste, et notamment d'étudier les voies légales pour organiser une consultation d'autodétermination.
La commission d'étude du droit de décider participe, avec le conseil consultatif pour la transition nationale (CATN) et le Pacte national pour le droit de décider (PNDD), à la préparation du projet de consultation sur l'indépendance prévue par le gouvernement en 2014. Elle est un lieu de débat entre les partis politiques favorables à cette consultation et elle recueille l'avis d'experts en droit constitutionnel et de spécialistes de processus similaires dans d'autres pays. Ses activités se réduisent après l'accord entre les partis politiques sur les modalités de la consultation en décembre 2013, et son existence prend formellement fin à la dissolution du Parlement en août 2015.

## Création
La création d'une commission d'étude du droit de décider est proposée conjointement par cinq des sept groupes politiques au Parlement de Catalogne le 25 avril 2013. Il s'agit d'une commission d'étude, dont l'objet est d'apporter une expertise sur le processus souverainiste catalan, et notamment d'analyser les voies légales possibles pour organiser une consultation d'autodétermination et de proposer les changements de législation nécessaires. L'initiative est soutenue par les nationalistes de Convergence et Union (CiU) et la gauche indépendantiste d'Esquerra Republicana de Catalunya (ERC), qui constituent la majorité parlementaire ; par Iniciativa per Catalunya Verds - Esquerra Unida i Alternativa (ICV-EUiA), qui entend affirmer la prééminence du Parlement sur le processus souverainiste, la Candidature d'unité populaire (CUP), qui souhaite favoriser une entente rapide entre les partis politiques sur les modalités de la consultation, et le Parti des socialistes de Catalogne, malgré ses réserves sur le programme souverainiste de la majorité parlementaire,.
Les partis d'opposition unionistes, le Parti populaire catalan (PPC) et Ciutadans (C's), critiquent l'initiative et annoncent qu'ils ne participeront pas aux travaux de la commission d'étude, car ils considèrent que son objet est contraire à la Constitution.

Vote de la création de la commission d'étude du droit de décider, 8 mai 2013.
Pour : 105 (+1)
Contre : 9
Abstention : 0

La création de la commission d'étude du droit de décider est approuvée par le Parlement le 8 mai 2013, par 106 voix « pour » et 9 voix « contre ». Les groupes CiU, ERC, PSC, ICV-EUiA et CUP ont voté « pour », Ciutadans a voté « contre », et les députés du PPC ont quitté l'hémicycle avant le vote pour exprimer leur opposition.
La présidente du Parlement, Núria de Gispert, est nommée présidente de la commission d'étude, à l'initiative d'ICV-EUiA et avec le soutien de CiU, ERC et de la CUP. Le PSC critique ce choix comme portant atteinte à la neutralité institutionnelle de la présidente du Parlement.
Le PPC estime que la commission d'étude du droit de décider est illégale parce qu'elle est fondée sur la déclaration de souveraineté du 23 janvier, qui est suspendue par le Tribunal constitutionnel. Un avis rendu par les services juridiques du Parlement conclut que la création de la commission est permise par le règlement du Parlement, qui permet aux députés de créer des commissions d'étude sur tout sujet d'intérêt.

## Travaux
La commission d'étude du droit de décider tient sa réunion constitutive le 4 juillet 2013. Le Parti populaire catalan (PPC) et Ciutadans (C's), qui contestent son objet, n'y désignent pas de membres. La commission d'étude adopte son programme de travail lors de sa deuxième réunion, le 3 septembre. Elle prévoit d'auditionner les « pères de la Constitution (ca) » espagnole, des experts des processus nationaux d'autres pays, des représentants de la société civile, et des représentants de l'État espagnol et des institutions européennes. La première audition est celle du président du Conseil consultatif pour la transition nationale, Carles Viver i Pi-Sunyer, qui rend compte du rapport rendu par l'organisme qu'il préside sur le projet de consultation d'autodétermination le 16 septembre.
Le 1er octobre 2013, la commission d'étude du droit de décider se réunit après que le Parlement lui a confié, lors du débat de politique générale de septembre, la mission d'étudier les voies légales pour organiser la consultation d'autodétermination prévue par le gouvernement en 2014. Elle s'accorde pour auditionner 15 experts, dont des spécialistes de droit constitutionnel et des spécialistes des questions nationales dans d'autres pays. La proposition de la CUP d'entendre le leader indépendantiste basque Arnaldo Otegi est retirée, faute de consensus entre les groupes politiques.
La commission d'étude du droit de décider se réunit régulièrement au cours des derniers mois de l'année 2013 pour procéder aux auditions prévues. Elle recueille les observations de :
- Miquel Roca, ancien porte-parole de Convergence et Union au Congrès des députés espagnol et « père de la Constitution (ca) », le 15 octobre[11] ;
- Francesc de Carreras, professeur de droit constitutionnel à l'université autonome de Barcelone proche de Ciutadans, et Mercè Barceló, professeure de droit constitutionnel à la même université, le 29 octobre[12] ;
- Josep Antoni González i Casanova (ca), professeur de théorie de l'État et de droit constitutionnel de l'université de Barcelone, le 11 novembre[13] ;
- Stewart Maxwell (en) et Patricia Ferguson, députés écossais respectivement indépendantiste et unioniste, le 19 novembre[14] ;
- Patrick Taillon, professeur de droit constitutionnel au Québec[15], et Xavier Arbós Marín (ca), professeur de droit constitutionnel à l'université de Barcelone, le 26 novembre 2013[16] ;
- Daniel Turp, professeur de droit et homme politique québécois, et Eduard Roig, professeur de droit constitutionnel de l'université de Barcelone, le 10 décembre[17].

La commission d'étude du droit de décider suspend ses travaux après l'accord entre les partis politiques pour organiser la consultation sur l'indépendance le 9 novembre 2014, annoncé le 12 décembre 2013. Le Parti des socialistes de Catalogne envisage de retirer sa participation, puis demande la dissolution de la commission, estimant qu'elle est devenue sans objet. Les autres groupes politiques participants décident néanmoins de poursuivre leurs travaux. La commission d'étude se réunit à nouveau le 11 mars 2014 pour recueillir l'avis de Gregorio Garzón, professeur de droit international à l'université autonome de Barcelone et ancien jurisconsulte du Parlement européen, sur la place qu'aurait la Catalogne indépendante dans l'Union européenne. Le 2 juillet 2014, elle procède à une seconde audition du président du Conseil consultatif pour la transition nationale (CATN), Carles Viver i Pi-Sunyer, qui présente les rapports remis par le CATN sur les conséquences juridiques d'une éventuelle indépendance.
L'existence de la commission d'étude du droit de décider prend fin avec la dissolution de la Xe législature le 4 août 2015. Lors de la XIe législature, une commission d'étude du processus constituant est créée pour animer les travaux parlementaires sur le processus de déconnexion avec l'Espagne engagé par la nouvelle majorité indépendantiste, composée de Junts pel Sí (JxSí) et de la Candidature d'unité populaire (CUP). Elle est instituée en janvier 2016 avec le soutien des partis indépendantistes et de Catalunya Sí que es Pot (CSQP). À la différence de la commission d'étude du droit de décider, le Parti des socialistes de Catalogne (PSC) refuse d'y prendre part, en raison de son opposition au programme indépendantiste de la nouvelle majorité parlementaire,.